# Giovanni I (II) di Alessandria
Giovanni I (II) di Alessandria (Alessandria d'Egitto, ... – Alessandria d'Egitto, 29 aprile 505) fu il patriarca di Alessandria dal 496 fino alla sua morte. Viene indicato come Giovanni II dalla Chiesa ortodossa, in quanto questa riconosce il patriarca Giovanni Talaia come "Giovanni I", mentre è denominato Giovanni I dalla Chiesa ortodossa copta, che invece rigetta Talaia.

## Biografia
Giovanni nacque ad Alessandria da genitori cristiani. Divenne monaco nel deserto Nitriano presso il monastero di San Macario il Grande.
Contro il suo volere fu consacrato patriarca di Alessandria il 29 settembre 496, dopo la morte di Atanasio II. Fu il primo vescovo della diocesi ad essere scelto tra le file dei monaci dei monasteri del deserto piuttosto che dal clero di Alessandria. Fu pastore della diocesi per otto anni e sette mesi. Si riporta che avrebbe assicurato doni imperiali in farina, vino e olio per il suo monastero d'origine.
Miafisita, fu un fermo oppositore del concilio di Calcedonia del 451 e si mantenne in comunione con coloro che accettavano l'Henotikon dell'imperatore Zenone senza imporre un anatema formale su Calcedonia. In tal modo egli mantenne ampiamente la pace nella Chiesa alessandrina. Lo scisma acaciano, di coloro che si opponevano sia al concilio di Calcedonia, sia all'approccio conciliativo dell'Henotikon, tuttavia, proseguì.
È commemorato nel Calendario dei santi della Chiesa copta il 4 del mese di Pashons, giorno della sua morte.